# مفاغرة قناة الصفراء بالإثني عشري
عملية مُفاغَرَةُ قَناةِ الصَّفْراءِ بِالاثني عَشَرِي (بالإنجليزية: Choledochoduodenostomy)‏ وتُختصر إلى CDD هي إجراء جراحي لإنشاء اتصال جراحي (مفاغرة) بين القناة الصفراوية المشتركة CBD وجزء بديل من الإثني عشر. عند الأفراد الأصحاء، تلتقي القناة الصفراوية المشتركة بقناة البنكرياس عند أمبولة فاتر، التي تصرف عبر الحليمة الاثني عشرية الرئيسية إلى الجزء الثاني من الاثني عشر. في حالات الإصابة بحالات حميدة مثل تضيق القناة الصفراوية المشتركة البعيدة أو حصوات القناة الصفراوية المشتركة المتكررة، فإن إجراء مفاغرة قناة الصفراء بالإثنا عشري يوفر للمريض المصاب تصريفًا وإزالة ضغط عن القناة الصفراوية المشتركة. عادةً ما يتم إجراء مَوْصِل جانبي إلى جانبي.
يتم نقل الصفراء من المرارة إلى القناة الصفراوية المشتركة وتفريغها في الإثني عشر. قد يعيق تصريف القناة الصفراوية المشتركة تضيق القناة الصفراوية المشتركة البعيد، وهو تضيق في القناة الصفراوية المشتركة بسبب وجود نسيج ندبي داخل القناة، وتحصي قناة الصفراء، وهو وجود حصوات المرارة. يمكن أن يحدث الانسداد عندما تكون حصوات المرارة كبيرة جدًا بحيث لا يمكن مرورها عبر القناة الصفراوية المشتركة إلى الإثني عشر.
يجري المريض اختبارات وظائف الكبد قبل وبعد العملية. أثناء الجراحة، يجب إعادة وضع الإثني عشر (الجزء الأول من الأمعاء الدقيقة) بالقرب من القناة الصفراوية المشتركة لضمان مفاغرة خالية من الشد. يتم عمل 8 شقوق، واحدة في القناة الصفراوية المشتركة وواحدة في الإثني عشر. تُجرى خياطات بين الشقوق لإنشاء مسار جديد. تشمل المضاعفات بعد الجراحة التهابًا وتضييقًا في موقع الجراحة ومتلازمة المستنقع (تحول إلى تجويف أو خزان يعمل كصرف للسوائل). بالنظر إلى أن الإثني عشر في حالة مرضية، أو لا يمكن عمل مفاغرة خالية من الشد، فلا ينبغي إجراء استئصال القناة الصفراوية والاثني عشر ويجب التفكير في إجراءات تحويلية بديلة. حاليًا، تمثل عملية مفاغرة القناة الصفراوية والاثني عشر حوالي 1% من جميع العمليات الصفراوية لتوفير تصريف للقناة الصفراوية المشتركة. يخضع 38% من المرضى لعملية استئصال القناة الصفراوية والاثني عشر كعملية أولية (أول علاج يُعطى لمرض ما) ويخضع 60% من المرضى لعملية مفاغرة القناة الصفراوية والاثني عشر كإجراء ثانوي (إجراء جراحي يتم إجراؤه لتحسين الحالات التي يُعثر عليها أثناء الجراحة الأولية). يتم إجراء عملية مفاغرة القناة الصفراوية والإثني عشر في كثير من الأحيان لكبار السن حيث يبلغ متوسط عمر المرضى حوالي 61 عامًا.

## الاستخدامات والمؤشرات الطبية
يخلق إجراء المفاغرة تحويلة لتدفق الصفراء بحرية من القناة الصفراوية المشتركة إلى الاثني عشر. هناك نوعان من الإجراءات التي يمكن القيام بها: تحويلة طرفية-طرفية (طرف إلى طرف) وتحويلة طرفية-جانبية (طرف إلى جانب). يفضل إجراء التحويلة الطرفية-الجانبية لأن التروية الدموية للطرف البعيد للقناة الصفراوية المشتركة ضعيفة وأكثر ملاءمة للتنظير البطني الذي يتطلب تشريحًا أماميًا محدودًا للقناة الصفراوية المشتركة. يؤدي إجراء تحويلة طرفية-طرفية إلى زيادة خطر نقص التروية والتضييق المتكرر.
عملية المفاغرة هي بديل عن عملية مفاغرة قناة الصفراء بالصائم، وهي عملية جراحية تتضمن إنشاء اتصال بين القناة الصفراوية المشتركة والصائم. تعتبر عملية القناة الصفراوية الاثني عشرية أقل تعقيدًا فنيا لأنها أسرع وأبسط ولها عدد أقل من مواضع الوصلات ولا تتطلب إنشاء مفاغرة بشكل Y. كما أنها توفر وصولًا تنظيريًا أفضل إلى الشجرة الصفراوية وتصريفًا أكثر فسيولوجية للصفراء.
تستخدم عملية القناة الصفراوية الاثني عشرية في علاج انسداد القنوات الصفراوية الناجم عن عوامل مختلفة موضحة أدناه أو عندما تكون خيارات العلاج البديلة غير متاحة. تشمل المؤشرات الأخرى الأقل شيوعًا الإصابات الجراحية أو اتساع القناة الصفراوية المشتركة المزمن.

### الاستطبابات

#### تحصي قناة الصفراء
يعتبر مرض حصوة المرارة من أكثر أمراض الجهاز الهضمي شيوعا. وهو منتشر بغض النظر عن العرق، حيث تبلغ معدلاته في الولايات المتحدة وأوروبا حوالي 10-15%. يصيب حوالي 25 مليون شخص في الولايات المتحدة ويحتاج ما يقرب من مليون شخص يتم تشخيصهم سنويًا إلى العلاج. أظهرت الدراسات أن 58-72% من المرضى الذين يعانون من حصوات المرارة المصحوبة بأعراض سيستمرون في المعاناة من أعراض ومضاعفات.
في وجود حصوات متعددة، يمكن أن تؤدي صعوبة إزالة الحصوات من القناة الصفراوية المشتركة إلى انسداد في القنوات الصفراوية. يسمح استكشاف القناة الصفراوية المشتركة بمرور أي حصوات صفراوية محتبسة، مثل الحصوات المؤثرة، أو الحصوات التي لا يمكن إخراجها باستخدام العلاجات التنظيرية.

#### تضيق أمبولة فاتر
يتم التأكد من تضيق أمبولة فاتر إما عن طريق عدم قدرة مسبار قياس 3 مم على المرور عبر الأمبولة، أو عدم تدفق الصبغة إلى الإثني عشر عند إجراء تصوير الأقنية الصفراوية، مما يدل على انسداد تدفق الصفراء. يمكن أن تؤدي أي محاولات لتوسيع التضيق إلى ثقب جدار الاثني عشر أو القناة الصفراوية المشتركة، أو تلف البنكرياس، مما يحد من تدفق الصفراء أكثر. يحدث هذا في حوالي 10% من المرضى الذين يعانون من مغص مراري متكرر أو مستمر بعد استئصال المرارة.

#### التهاب البنكرياس المزمن
بالإضافة إلى اضطراب وظائف البنكرياس وسلامته، يمكن أن يؤدي التهاب البنكرياس المزمن إلى انسداد القناة الصفراوية البعدية. يزيد التهاب البنكرياس المزمن من خطر الإصابة بسرطان البنكرياس. يتم إنشاء ممر بديل من القناة الصفراوية إلى الاثني عشر عندما لا يكون استئصال الورم جراحيا متاحا. يبلغ معدل انتشار هذا المرض 0.05% في البلدان الصناعية. غالبًا ما يتطور هذا المرض عند المرضى الذين تتراوح أعمارهم بين 30 و40 عامًا، وهو أكثر شيوعًا بين الرجال.

#### الأورام الخبيثة
أورام سرطانية تنشأ عن القناة الصفراوية المشتركة أو الأمبولة أو الجزء القريب من الاثني عشري يمكن أن تؤدي إلى انسداد القناة الصفراوية المشتركة البعيد. عندما لا يمكن إزالة الأورام جراحيا، يمكن إجراء مفاغرة القناة الصفراوية. في بعض الحالات التي يسد فيها الورم النامي المسار الجديد، لن يوفر مفاغرة القناة الصفراوية سوى راحة تخفيفية. يوصى باستخدام إجراءات بديلة تسمح بالراحة بعيدا عن الورم. في الولايات المتحدة، يتم تشخيص ما يقدر بنحو 6000-7000 حالة جديدة من سرطان المرارة و3000-4000 حالة جديدة من سرطان القنوات الصفراوية سنويًا.

## موانع الاستطباب
موانع إجراء العملية تعتمد على الحالة الفيزيولوجية للقناة الصفراوية والاثني عشر.

### قرحة الاثني عشر
يمكن أن تؤدي قرحة الاثني عشر إلى التهاب أو تليف في الاثني عشر. تجعل ندبات الاثني عشر أو انسدادها صعوبة في إجراء مفاغرة مناسبة. كبديل، يمكن إجراء مفاغرة قناة الصفراء بالصائم.

### نمو الورم
يمكن أن يمنع نمو الخلايا الخبيثة، مثل ورم البنكرياس، إعادة وضع الاثني عشر بشكل صحيح ليصبح على اتصال وثيق بالقناة الصفراوية. قد يؤدي إجراء عملية إلى مفاغرة جراحية مليئة بالتوتر، مما يؤدي إلى تسرب الصفراء واليرقان.
هناك أيضًا احتمال نمو ورم نشط يسد القناة الصفراوية. يمكن النظر في إجراءات بديلة، مثل عملية مفاغرة القناة الكبدية بالصائم على شكل (Y) بين القناة الكبدية والصائم.

## تقنيات العملية

### الاستعداد قبل الجراحة
قبل الجراحة، يتم إجراء اختبارات وظائف الكبد. يتم إجراء الموجات فوق الصوتية لتحديد موقع انسداد القناة الصفراوية وكذلك قطر القناة الصفراوية المشتركة. يتم إعطاء المريض مضادات حيوية وقائية. يجب تجنب الدعامة الصفراوية قبل الجراحة (أنبوب يستخدم لإبقاء القناة الصفراوية مفتوحة)، لأنها تزيد من احتمالية الإصابة بالعدوى وتجعل إجراء المفاغرة الجراحية أكثر صعوبة.

### الاجراءات
1. يوضع المريض تحت تأثير التخدير العام.
2. يتم عمل شق جراحي في الربع العلوي الأيمن. ويمكن أيضًا عمل شق وسطى علوي.

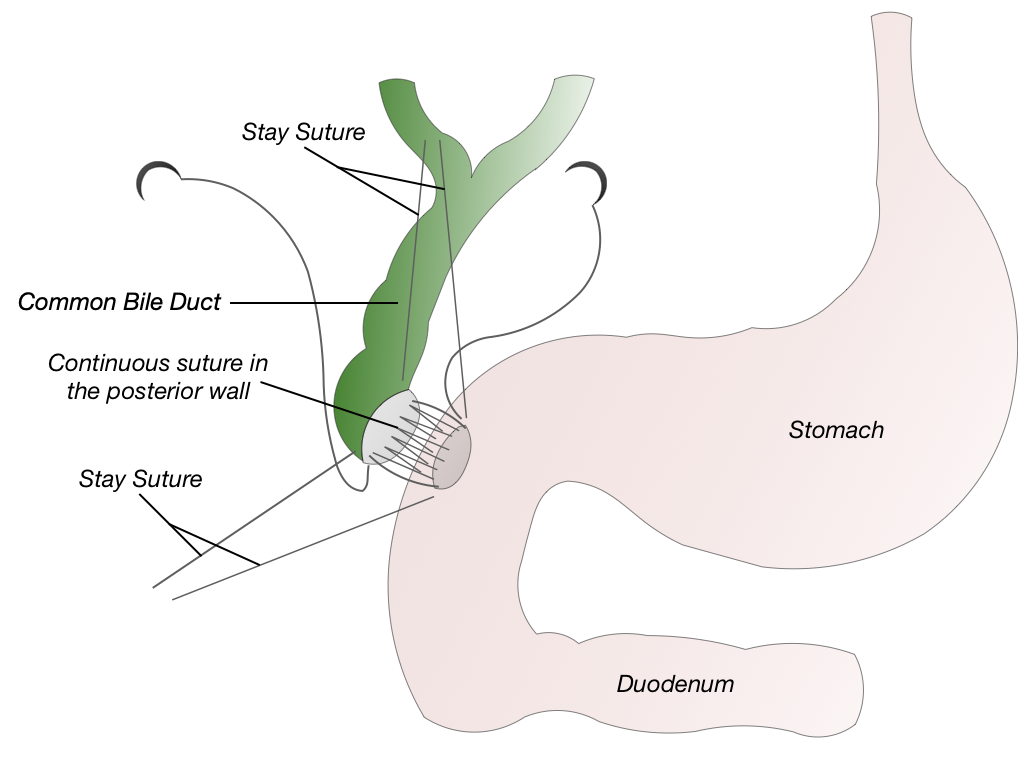
مفاغرة الجدار الخلفي

3. يتم استخدام الفرجار أو المسطرة المعدنية لقياس القناة الصفراوية المشتركة. يجب أن يكون القطر أكبر من أو يساوي 16 ملم، بينما يجب أن تكون فتحتها 14 ملم أو أكبر.
4. تتم إزالة المرارة (استئصال المرارة).
5. يتم إجراء مناورة كوخر على الاثنا عشري، والذي يتضمن تحريك الاثنا عشري لكشف الجزء البعيد للقناة الصفراوية المشتركة. لحدوث المفاغرة، يجب وضع الجزء الثاني من الاثني عشري أمام القناة الصفراوية المشتركة البعيدة.
6. يجب عمل شق في الرباط الكبدي الاثني عشر حتى يتمكن الجراح من رؤية القناة الصفراوية المشتركة.
7. يتم عمل شق بحوالي 2 سم في القناة الصفراوية المشتركة (شق القناة الصفراوية). يجب أن يكون الشق المعمول بجوار السطح العلوي للاثنا عشري المتحرك.

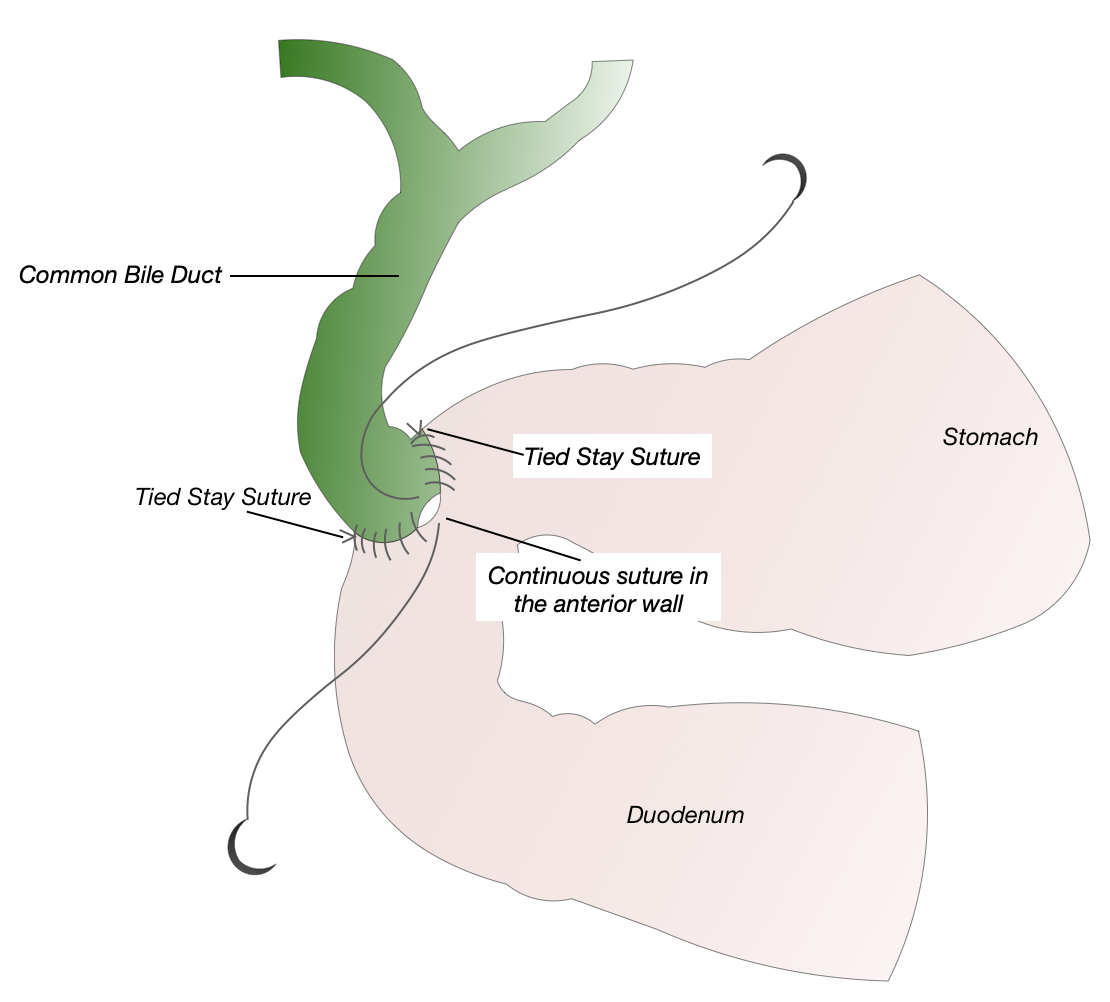
مفاغرة الجدار الأمامي

8. يتم إجراء اثنا عشري (شق الإثني عشر). يجب أن يكون الشق الطولي للاثني عشر موجودًا أسفل قليلاً من شق القناة الصفراوية. وبما أن من المعروف أن الأمعاء الدقيقة تتمدد أثناء إنشاء المفاغرة، يجب أن يكون شق الإثني عشر حوالي 70% من طول شق القناة الصفراوية.
9. يتم وضع خيطتين مؤقتتين (خيوط تثبيت) تربطان تقاطعات القناة الصفراوية المشتركة (CBD) والإثني عشر على التوالي في كل ركن من أركان المفاغرة. يمكن شد الخيوط للتأكد من تطابق الشقوق التي تم إنشاؤها، ويمكن أن تحدث المفاغرة بدون وجود توتر.
10. يتم إجراء خياطة مستمرة، حيث يبدأ الخيط الأول من الموضع الخلفي الأوسط للمفاغرة. سوف يتبع هذا الخيط ويمتد نحو إحدى زوايا المفاغرة (حيث يوجد خيط تثبيت).
11. سيتم إجراء خياطة ثانية أيضًا من الموضع الخلفي الأوسط، ولكنها تسير في الاتجاه المعاكس للخيط الأول، إلى الطرف الآخر من المفاغرة (حيث يوجد خيط التثبيت الآخر).
12. يتم شد حلقات الخياطة المستمرة عن طريق الشد برفق على كل طرف. لمنع تضيق المفاغرة بشكل مفرط، يجب أيضًا ربط خيوط التثبيت. وهذا يميز اكتمال مفاغرة الجدار الخلفي.
13. يتم تحقيق خياطة الجدار الأمامي للمفاغرة بطريقة مشابهة للجدار الخلفي. يؤدي استمرار الخيوط المستمرة الثانية من كل ركن من أركانها إلى التقاء الخيطين في الجزء الأمامي الأوسط من المفاغرة.
14. ثم يتم شد حلقات الخياطة وإنهائها على الأقل بثمان عقد.
15. في كل من التوصيل الجانبي إلى الجانبي والجانب إلى الجانب للقناة الصفراوية المشتركة، يجب أن يكون قطر المفاغرة 14 مم على الأقل.

## التعافي
يتم وضع أنبوب تصريف شفط مغلق خلف القناة الصفراوية ويترك في مكانه لمدة أسبوع عادةً. إذا كانت المخرجات أقل من 40 سم مكعب/يوم، يتم إزالة الأنبوب. يمكن إرساله لإجراء اختبار البيليروبين والفوسفاتاز القلوي إذا كانت هناك مخاوف بشأن المخرجات. بعد الجراحة، يُحافظ عادةً على انبوب أنفي معدي لمدة 2-3 أيام ويتم إزالة الأنبوب عند انخفاض الإخراج. بمجرد وضع الأنبوب في مكانه، يمكن استخدامه لإعطاء المريض الطعام والدواء. يتم البدء بنظام غذائي سائل بعد الجراحة ويتم تطوير النظام الغذائي حسب قدرة المريض على تحمله. يجب إعادة دراسة اختبارات وظائف الكبد حسب الحاجة خلال فترة التعافي بعد الجراحة. يتراوح متوسط مدة الإقامة في المستشفى بين 3 و8 أيام، ولكن يمكن للمرضى الخروج في وقت مبكر من اليوم الرابع بعد الجراحة.

## المخاطر والمضاعفات

### على المدى القصير

#### تسرب الصفراء
يمكن استخدام الاشعة المقطعية أو تصوير الناسور (وهو إجراء بالأشعة السينية يستخدم للتحقق من أي تشوهات في المفاصل) لتحديد ما إذا كان هناك زيادة في تركيز البيليروبين داخل السائل البطني. وفي حالة عدم وجود انسداد أسفل المفاصل، فإن معظم تسربات الصفراء تلتئم من تلقاء نفسها.

### على المدى الطويل

#### التهاب القناة الصفراوية
يمكن أن يؤدي تضيق المفاغرة إلى التهاب الأقنية الصفراوية، وهو التهاب في قناة الصفراء. يؤدي تضيق القناة الصفراوية إلى تراكم الضغط، مما يتسبب في اتساع الفجوات بين الخلايا، وتعريض الخلايا للكائنات الدقيقة الموجودة داخل الصفراء، مما يؤدي إلى الالتهاب. تشمل الأعراض اليرقان والألم في الجزء العلوي الأيمن من البطن. يمكن إجراء فحص التصوير بالاشعة المقطعية أو تصوير البنكرياس الصفراوي الراجع بالمنظار (ERCP) لتحديد موقع الالتهاب. يظهر سرطان الأقنية الصفراوية بشكل شائع عند المرضى الذين يعانون من نوبات متكررة من التهاب الأقنية الصفراوية.

#### تضيق تفاغري
يؤدي إجراء المفاغرة إلى تغيير التركيب البنيوي للقنوات الصفراوية، مما قد يؤدي إلى انسداد تضيق الصفراء. ويؤدي إلى إبطاء تدفق الصفراء وتمدد القناة الصفراوية المشتركة، مما يسبب أعراضًا أكثر تقدمًا من اليرقان. يكون تضيق الوصلة أكثر عرضة للحدوث إذا كان شق استئصال القناة الصفراوية أقل من 2 سم في الطول. يمكن توسيع الوصلة باستخدام توسيع بالون بالمنظار، والذي يتكون من نفخ بالون بعد وضعه في منطقة تضيق، كوسيلة لتوسيع المنطقة المتضيقة.

#### متلازمة المستنقع
تحدث متلازمة المستنقع عندما يعمل الجزء غير الوظيفي من القناة الصفراوية البعيدة (بين موقع التفاغر وقناة فاتر) كموقع لتجمع الحصى أو الحطام.
يبلغ معدل الإصابة المبلغ عنه بمتلازمة المستنقع ما بين 0.4% و3.3٪. تشمل الأعراض المحتملة الألم، والتهاب القنوات الصفراوية، واليرقان، والتهاب البنكرياس. يمكن إجراء التشخيص والعلاج بواسطة تصوير البنكرياس والأقنية الصفراوية بالتنظير، حيث يتم بعد ذلك استخراج الحطام المتراكم الذي تم تحديده في الطرف الأعمى للقناة الصفراوية. تشمل إجراءات العلاج البديلة إجراء شق في الحليمة الاثني عشرية الرئيسية لتوسيع فتحة القناة الصفراوية (استئصال العضلة العاصرة الصفراوية).

## تاريخ
في عام 1888، قام جرّاح ألماني يُدعى برنارد ريدل بإجراء أول عملية استكشاف للقناة الصفراوية المشتركة (استكشاف القناة الصفراوية المشتركة). وكان يهدف إلى قطع القناة الصفراوية المشتركة وزرع الطرف المقطوع في الإثني عشر، إلا أنه تم التخلي عن هذه الفكرة وأجرى تقوية جانبية للقناة الصفراوية المشتركة المتوسعة إلى الإثني عشر. توفي المريض بسبب تسرب صفراوي ملتهب إلى التجويف البريتوني.
أفاد جرّاح ألماني يُدعى أوتو سبرينجل عن أول حالة شفاء بعد استكشاف القناة الصفراوية المشتركة في عام 1891.
بعد استئصال المرارة وقناتي الصفراوية (شق جراحي في القناة الصفراوية المشتركة)، أفاد جرّاح أمريكي يُدعى ويليام جيمس مايو عن نجاح علاج تضيق القناة الصفراوية المشتركة. قام بخياطة نهاية الجزء المتسع من القناة الصفراوية المشتركة إلى الإثني عشر في عام 1905.